# Colle dell'Eremo
Il Colle dell'Eremo, o semplicemente l'Eremo, è una collina di Torino, situata nella Circoscrizione 8, dove sorge il Centro trasmittente di Torino Eremo. Esso sorge all'altitudine di 625 metri sul livello del mare e dista 7,81 km dal centro storico di Torino. Sul colle sorge l'omonimo Parco. Nelle sue immediate vicinanze sorge anche il colle di San Luca, nel territorio comunale di Pecetto Torinese.

## Storia

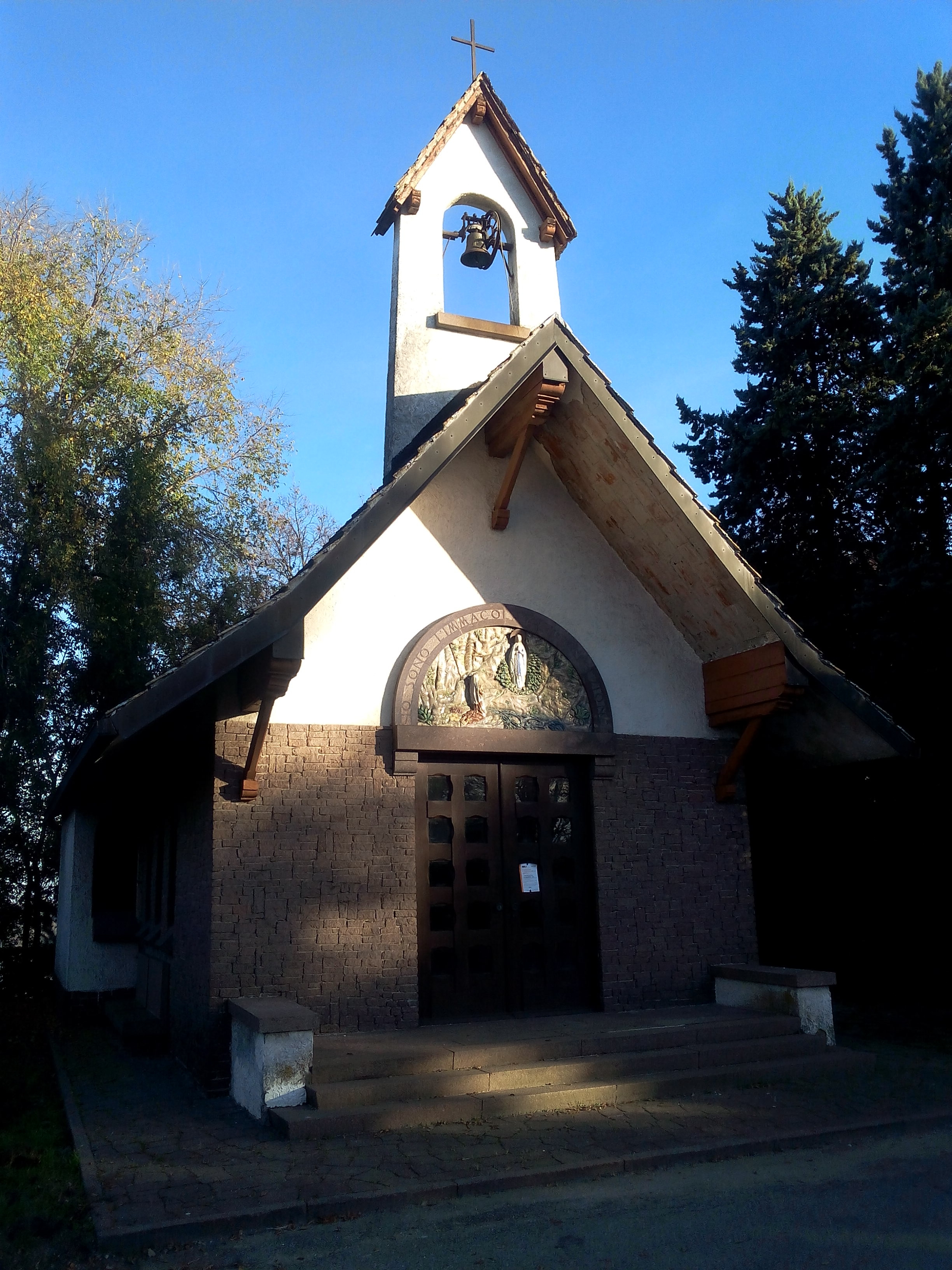
La piccola chiesa nei pressi del centro di trasmissione

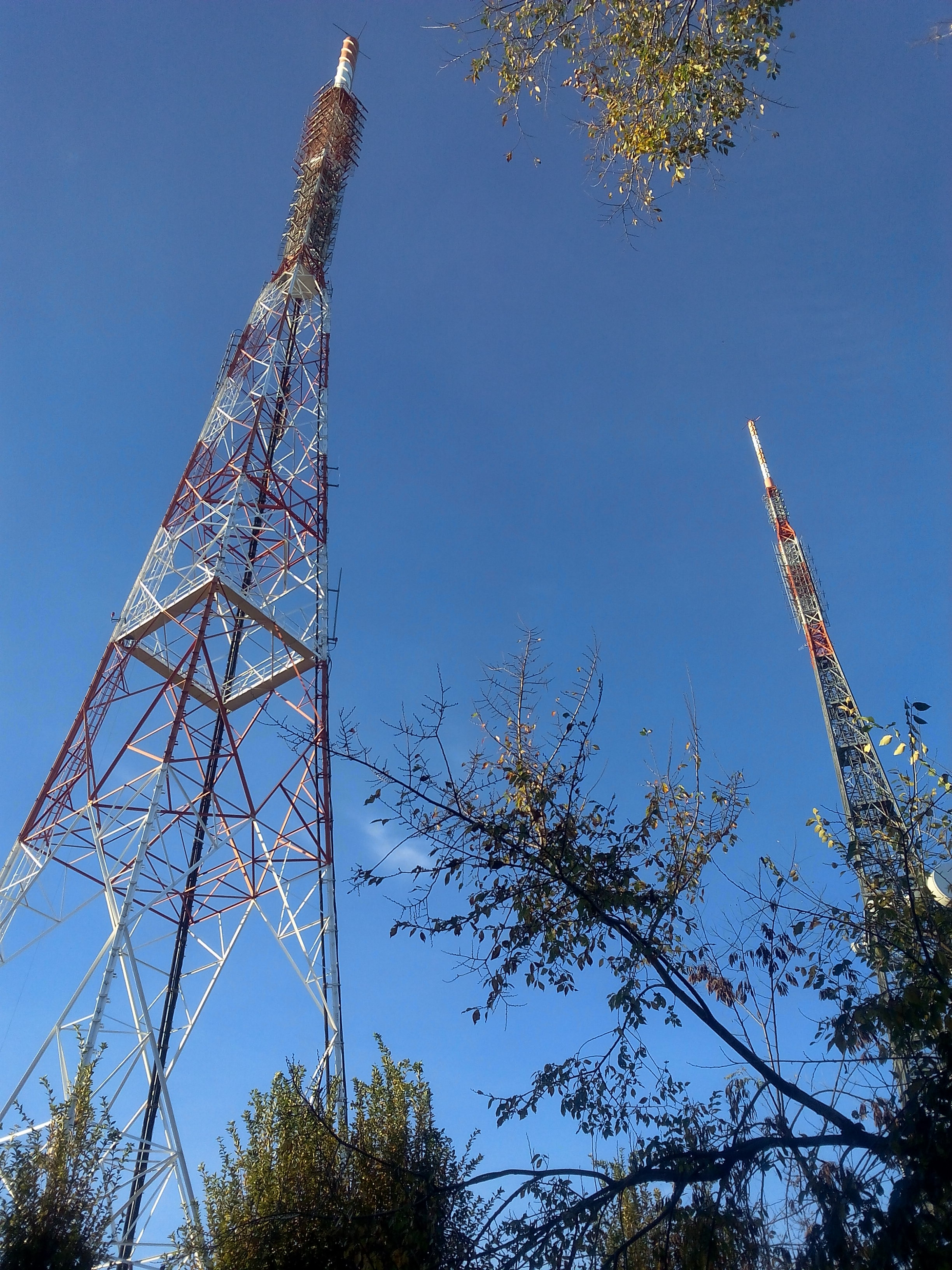
Le antenne del Centro trasmittente

### Centro trasmittente di Torino Eremo
Il Centro trasmittente di Torino Eremo è stata la prima postazione televisiva della Rai in Italia. Essa è famosa perché fino al 7 ottobre 2009, data dello switch-off, il canale analogico di Rai 1 trasmetteva sul canale 82,25 MHz (Canale C).
Il trasmettitore principale, quello del canale C, fu costruito nella prima metà del XX secolo dall'esercito degli Stati Uniti per prove militari. Nel 1945, quando finì la seconda guerra mondiale, il trasmettitore rimase inutilizzato, fino a qualche anno dopo, quando la futura Rai iniziò ad utilizzarlo per le prove tecniche di trasmissione.

## San Luca
San Luca è una collina, immediatamente adiacente all'Eremo, situata al centro di un'ampia distesa verde, in parte a giardino ed in parte a parco, sulla collina di Torino, a circa 6 km da piazza Vittorio Veneto e a circa 8 km dal centro di Chieri.